# Psychotria raivavaensis
Psychotria raivavaensis är en måreväxtart som beskrevs av Francis Raymond Fosberg. Psychotria raivavaensis ingår i släktet Psychotria och familjen måreväxter. Inga underarter finns listade i Catalogue of Life.